# كتابة عربية (البلقان)

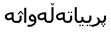
"صداقة" (prijateljevanje)

عَرَبِيتْسَا (عربٖى ڄا - arebica) هي كتابة اللغة الصربية واللغة البوسنوية باالأبجدية العربية، آخر كتاب طبع بعربٖى ڄا طبع في بلغراد في فروردین 1392 ه ش / جُمَادِي الْأَوَّلِ 1434 ه ق / إبريل 2013 م ومؤلِّفه آلدين عاصم مصطفيتش وعنوانه ئه‌پۉحه فۉنه‌تسقه مٖىسلٖى قۉد عَرَپا وٖ عَرَبٖىڄا (مَرَاحِلُ الْفِكْرِ الصَّوْتِيِّ عِنْدَ الْعَرَبِ وَعربٖى ڄا) وهذا الكتاب أوّل كتاب مطبوع بعربٖى ڄا بعد 72 عامًا من منع استخدام هذا الخطّ للّغة الصربية واللغة البوسنوية.

## حروف
| عربية                    | لاتينية | عربية                    | لاتينية | عربية | لاتينية |
| ------------------------ | ------- | ------------------------ | ------- | ----- | ------- |
| ا (‹آ› في بداية الكلمة)  | a       | غ                        | g       | ۉ     | o       |
| ب                        | b       | ح                        | h       | پ     | p       |
| ڄ                        | c       | ٖى (‹اٖى› في بداية الكلمة) | i       | ر     | r       |
| چ                        | č       | ي                        | j       | س     | s       |
| (ݘ)                      | ć       | ق                        | k       | ش     | š       |
| د                        | d       | ل                        | l       | ت     | t       |
| ج                        | dž      | ڵ                        | lj      | ۆ     | u       |
| (أو ‹ج›)                 | đ       | م                        | m       | و     | v       |
| ە (‹ئه› في بداية الكلمة) | e       | ن                        | n       | ز     | z       |
| ف                        | f       | ‹ںٛ› أو ‹ںٚ› ([ني])        | nj      | ژ     | ž       |